# Лакомбрад, Франсис
Франси́с Лакомбра́д (фр. Francis Lacombrade; род. 1942) — французский писатель и актер, известный по фильмам «Маленький театр Антенны 2» (1977), «Особенная дружба» (1964) и «Дженитрикс» (1973).

Джеймс Трэверс из Filmsdefrance.com писал об игре Лакомбрада в фильме «Особенная дружба»: 
Захватывающая актёрская игра Франсиса Лакомбрада и Дидье Одпена преподносят в фильм некую остроту, поэзию и духовную яркость, что редко встречается даже во французских фильмах о любви. Хотя «Особенная дружба» представляет собой мощную, глубоко трогательную историю любви, на самом деле это гораздо большее. Это прямая атака на двойные стандарты и лицемерие современного общества, которое всегда руководствуется предрассудками, мелкими правилами и двойными стандартами.

## Драматические произведения илибретто
- 1979 : La Fugue, Бернарда Брока (фр. Bernard Broca), музыка Алексиса Вайсенберга (фр. Alexis Weissenberg), — постановка в театре fr:théâtre de la Porte-Saint-Martin, режиссура Жана-Клода Бриали (фр. Jean-Claude Brialy)[4]
- 1973 : fr:Génitrix, экранизация романа Франсуа Мориака (фр. François Mauriac) для телефильма Поля Павио[фр.]
- 1988 : La Collection italienne, адаптация по Генри Джеймсу, постановка fr:Albert-André Lheureux, fr:Théâtre du Résidence Palace

экранизация романа Франсуа Мориака для телефильма Поля Павио

## Другие произведения
- Crime-Chantilly, в соавторстве с Пьером Марсеем (фр. Pierre Marsay), издание Denoël, серия Crime Club - n° 267, 1969. теле-шоу Secrets de fabrication (1969) посвящено двум писателям[5].
- Qui a découpé Henry James ?..., в соавторстве с Пьером Марсеем (фр. Pierre Marsay), издание Denoël, серия Crime Club - № 273, 1969.
- La Classe des garçons, роман, издание Gallimard, белая серия, 1980. Вымышленные воспоминания о занятиях танцами.